# Abarat
Abarat är en pentalogi i fantasygenren av Clive Barker, som främst riktar sig till tonåringar.
Hittills har två delar utkommit och blivit översatta till svenska.
1. Abarat (2002; svenska: Abarat, 2003)
2. Abarat: Days of Magic, Nights of War (2004; svenska: Abarat. Magiska Dagar, Gåtfulla Nätter, 2004)
3. Abarat: Absolute Midnight (2011; svenska: ej publicerad)
4. Abarat: The Dynasty Of Dreamers (planerad)
5. Abarat: The Eternal (planerad)

## Figurer
Huvudpersonen är Candy Kvackensnår (Candy Quackenbush), en tonåring som bodde i Kycklingmåla (Chickentown), Minnesota, innan hon med hjälp av John Spjuver färdades till Abarat-arkipelagen bestående av 25 öar, där varje ö är sin egen timma (utom den 25:e ön/timmen, som är tiden utanför tiden). Här upplever hon en mängd olika upplevelser. 
En annan karaktär är geshråttan Malingo, vilken som ung såldes av sin far till en slavhandlare, som i sin tur sålde Malingo till magikern Kaspar Wolfswinkel. Wolfswinkel slog honom ofta och behandlade honom illa och hos honom bodde Malingo hos i tolv år, innan Candy Kvackensnår kom och räddade honom. Han och Candy blev goda vänner och hängde samman tills de hamnade på olika vägar. Malingo var ensam, men plockades upp av en av Fantomayas systrar och fördes till skeppet Lud Limbo, som han blev kapten över. Här mötte han John Spjuver och hans bröder, som hade mött Candy tidigare under hennes äventyr i Abarat. Malingo är en vänlig och rar geshråtta, en orange varelse med fyra hornformade bulor på toppen av huvudet och solfjäderformade öron. Han kan vara lite ängslig och nervös över att använda magi, men är väldigt duktig på det.